# Dion Ørnvold
Dion Erhardt Ørnvold (Copenhague, 17 de outubro de 1921 - 23 de janeiro de 2006) foi um futebolista dinamarquês, medalhista olímpico.

## Carreira
Dion Erhardt Ørnvold fez parte do elenco medalha de bronze, nos Jogos Olímpicos de 1948.

## Ligações Externas
- Perfil olímpico